# Liste in Antigua und Barbuda vorhandener Dampflokomotiven
Dies ist eine Liste erhaltener Dampflokomotiven auf dem Gebiet von Antigua und Barbuda.

## Lokomotiven mit 30″
| Foto | Nummer oder Name                     | Bauart / Achsfolge | Hersteller                        | Fabrik-nr. | Baujahr | Historie | Eigentümer / Betreiber / Strecke | Bemerkungen |
| ---- | ------------------------------------ | ------------------ | --------------------------------- | ---------- | ------- | -------- | -------------------------------- | ----------- |
|      | Antigua Sugar Factory No. 4 ‚Marion‘ | B1                 | Kerr Stuart & Co (Stoke on Trent) | 1178       | 1911    |          | Museum of Antigua and Barbuda    | [ 1 ]       |